# Léon Battu
Charlemagne Antoine Pantaléon Battu, dit Léon Battu, est un auteur dramatique français né le 8 février 1828 dans l'ancien 2e arrondissement de Paris, où il est mort le 22 novembre 1857.

## Biographie
Fils du violoniste et second chef d'orchestre de l'Opéra de Paris Pantaléon Battu (1799-1870) et frère de la cantatrice Marie Battu (1837-1919), il est l'auteur de nombreux vaudevilles et de livrets d'opéras-comiques et d'opérettes, en collaboration avec Ludovic Halévy, Michel Carré, Jules Barbier, Jules Moinaux ou Lockroy, pour Jacques Offenbach (Pépito, La Mariage aux lanternes), Adolphe Adam (Les Pantins de Violette), Victor Massé (La Reine Topaze, Le Cousin de Marivaux), Georges Bizet et Charles Lecocq (Le Docteur Miracle).
Il meurt de tuberculose le 22 novembre 1857 à 29 ans. Ses obsèques, célébrées le 24 novembre en l'église Saint-Eugène, réunissent plus de cinq cents personnes dont le Tout-Paris littéraire et musical.

## Œuvre
Théâtre
- Les extrêmes se touchent, avec Adrien Decourcelle, 27 janvier 1848, théâtre des Variétés
- Jobin et Nanette, avec Michel Carré, 1er mai 1849, théâtre des Variétés
- Les deux font la paire, avec Michel Carré, 25 octobre 1848, théâtre des Variétés
- Les Suites d'un feu d'artifice, avec Arthur de Beauplan et Clairville, 1848, théâtre du Vaudeville.
- Nisus et Euryale, avec Eugène Bercioux, 1850, théâtre des Variétés
- Madame Diogène, avec Nérée Desarbres, 1852, théâtre du Vaudeville
- Les Quatre Coins, 7 novembre 1852, théâtre de l'Odéon
- L'Honneur de la maison, avec Maurice Desvignes, 6 juillet 1853, théâtre de la Porte-Saint-Martin
- Un verre de Champagne, avec Adrien Decourcelle, 1855, théâtre des Variétés
- Lucie Didier, avec Adolphe Jaime, 12 janvier 1856, théâtre du Vaudeville
- Les Cheveux de ma femme, avec Eugène Labiche, 19 janvier 1856, théâtre des Variétés

Opéras-comiques, opérettes
- Pépito, avec Jules Moinaux, musique de Jacques Offenbach, 28 octobre 1853, théâtre des Variétés
- Le Trésor à Mathurin, musique de Jacques Offenbach, 7 mai 1855, salle Herz
- Jacqueline ou la Fille du soldat, avec Eugène Scribe et Édouard Fournier, musique de Jules Costé et du comte d'Osmond, 8 juin 1855, Opéra-Comique
- L'Anneau d'argent, avec Jules Barbier, musique de Louis Deffès, 5 juillet 1855, Opéra-Comique
- Élodie ou le Forfait nocturne, avec Hector Crémieux, musique de Jacques Offenbach, 19 janvier 1856, Bouffes-Parisiens
- Les Pantins de Violette, avec Ludovic Halévy, musique d'Adolphe Adam, 29 avril 1856, Bouffes-Parisiens
- L'Imprésario, avec Ludovic Halévy, musique de Jacques Offenbach d'après Mozart, 20 mai 1856, Bouffes-Parisiens
- La Reine Topaze, avec Lockroy, musique de Victor Massé, décembre 1856, Théâtre-Lyrique
- Le Docteur Miracle, avec Ludovic Halévy, musique de Georges Bizet, 9 avril 1857, Bouffes-Parisiens
- Le Docteur Miracle, avec Ludovic Halévy, musique de Charles Lecocq, 9 avril 1857, Bouffes-Parisiens
- Le Cousin de Marivaux, avec Ludovic Halévy, musique de Victor Massé, Bade
- Le Mariage aux lanternes, avec Michel Carré, musique de Jacques Offenbach, 10 octobre 1857, Bouffes-Parisiens